# Luis Quiñones de Benavente
Pour les articles homonymes, voir Quiñones et Benavente (homonymie).
Luis Quiñones de Benavente ou de Benavente y Quiñones, né en 1581 à Tolède et mort en 1651 à Madrid, est un écrivain du siècle d'or espagnol.

## Biographie
Luis Quiñones de Benavente est baptisé le 3 septembre 1581 à Tolède, où il réside jusqu'en 1617. Il intègre le clergé très jeune à 17 ans, en 1598, et se fait ordonner en 1612 pour profiter des avantages ecclésiastiques que certains de ses parents avaient institués en son nom. Il est ami de Lope de Vega, mais participe peu à la vie culturelle qui l'entoure, bien qu'il intervienne à l'Académie de Fuensalida en 1602 et 1603, ainsi qu'à un hommage poétique à Ignacio de Loyola en 1609. 
Il déménage à la Cour en 1617, et participe à l'académie des lettres en 1637 et l'Académie del buen retiro l'année suivante. Il est alors à l'apogée de sa célébrité. 
Durant le règne de Philippe III d'Espagne il est un joyeux compositeur de danses et de séguédilles, ce qui lui vaut une caricature de Francisco de Quevedo dans son intermède Infierno enmendado (1628) où Luis Quinones est le « poète des picaros » qui est accusé de remplir les bouches des lavandières de sons et de chansons sans intérêt. 
Il écrit son testament en 1651 et meurt la même année. Il est loué par Lope de Vega dans Laurel d'Apollon, par Juan Pérez de Montalban dans Pour tous et par Tirso de Molina dans les cigales de Tolède.

## Œuvre
La partie la plus importante de son œuvre est constituée d'intermèdes (en espagnol entremeses) qui étaient considérés en leur temps comme les meilleurs exemples du genre. Il est le premier à écrire des intermèdes en vers avec des parties chantées, coutume qui se généralise par la suite. Cependant, contrairement à Cervantes ses personnages ne sont pas des types sociaux. Sa poésie est satirique et dénote une observation fine.
En 1645 la première collection de son œuvre est imprimée dans un recueil de 48 pièces, sous le titre Rosseries, blagues, avis et représentation morale et festive des désordres publics. Le recueil indique publier l'intégralité de l'œuvre, cependant, on calcule qu'il a écrit entre 90 et 142 pièces, et qu'il est possible que d'autres aient été perdues.
Quiñones a été l'un des auteurs les plus copiés du XVIIe siècle. Francisco de Rojas Zorrilla, José Julián de Castro, Francisco Bernardo de Quirós, Ramón de la Cruz, Gil López Armesto y Castro et Jerónimo de Cáncer y Velasco sont connus pour l'avoir imité dans certaines de leurs œuvres.